# Đội tuyển bóng đá U-20 nữ quốc gia Anh
Đội tuyển bóng đá U-20 nữ quốc gia Anh là một đội tuyển bóng đá nữ trẻ đại diện cho Anh tại các giải đấu cấp độ U-20. Đội do Hiệp hội bóng đá Anh điều hành.

## Thành tích tại các giải đấu lớn

### World Cup U-20
- 2002: Tứ kết
- 2004–2006: Không vượt qua vòng loại
- 2008: Tứ kết
- 2010: Vòng bảng
- 2012: Không vượt qua vòng loại
- 2014: Vòng bảng
- 2016: Không vượt qua vòng loại

### Giải vô địch U-19 châu Âu
- 2002–2003: Bán kết
- 2004: Không vượt qua vòng loại
- 2005: Vòng bảng
- 2006: Không vượt qua vòng loại
- 2007: Á quân
- 2008: Vòng bảng
- 2009: Vô địch
- 2010: Á quân
- 2011: Không vượt qua vòng loại
- 2012: Vòng bảng
- 2013: Á quân
- 2014: Vòng bảng
- 2015: Vòng bảng
- 2016: Không vượt qua vòng loại